# Мокрица (Минская область)
Мокрица (бел. Мокрыца) — деревня в Мядельском районе Минской области Беларуси. В составе Занарочского сельсовета. Население 62 человека (2009).

## География
Мокрица находится в 3 км к юго-западу от центра сельсовета агрогородка Занарочь и озера Нарочь, в 16 км к юго-западу от центра города Мядель.  Через деревню проходит автодорога Занарочь — Свирь — Лынтупы.
В 3 км к югу от Мокрицы проходит граница с Вилейским районом. Южнее Мокрицы расположена сеть мелиоративных каналов в верхнем течении реки Нарочь.

## История
В 1766 году Мокрица впервые упоминается в качестве имения в Ошмянском повете Виленского воеводства Речи Посполитой.. 
В 1795 году в результате третьего раздела Речи Посполитой вошла в состав Российской империи, где стало селом Свенцянского уезда Виленской губернии. 
В середине XIX века была возведена каменная дворянская усадьба.
В 1868 году Мокрица насчитывала 191 жителя.
С 1885 года в деревне работал спиртозавод..
В 1908 году в деревне проживало 201 житель. 
В годы Первой мировой войны в окрестностях деревни проходили ожесточенные бои в сентябре 1915 года при ликвидации Свенцянского прорыва и в марте 1916 года во время проведения Нарочской операции. 
В результате Рижского мирного договора 1921 года Мокрица вошла в состав межвоенной Польши, где была в составе Виленского воеводства. 
В сентябре 1939 года присоединена к БССР силами Белорусского фронта РККА. 
В сентябре 1943 года село полностью сожжено гитлеровцами, 3 жителя были убит. 
После войны село было заново отстроено.

## Достопримечательности
- От усадьбы XIX века сохранились только три хозпостройки.